# Xerofyty

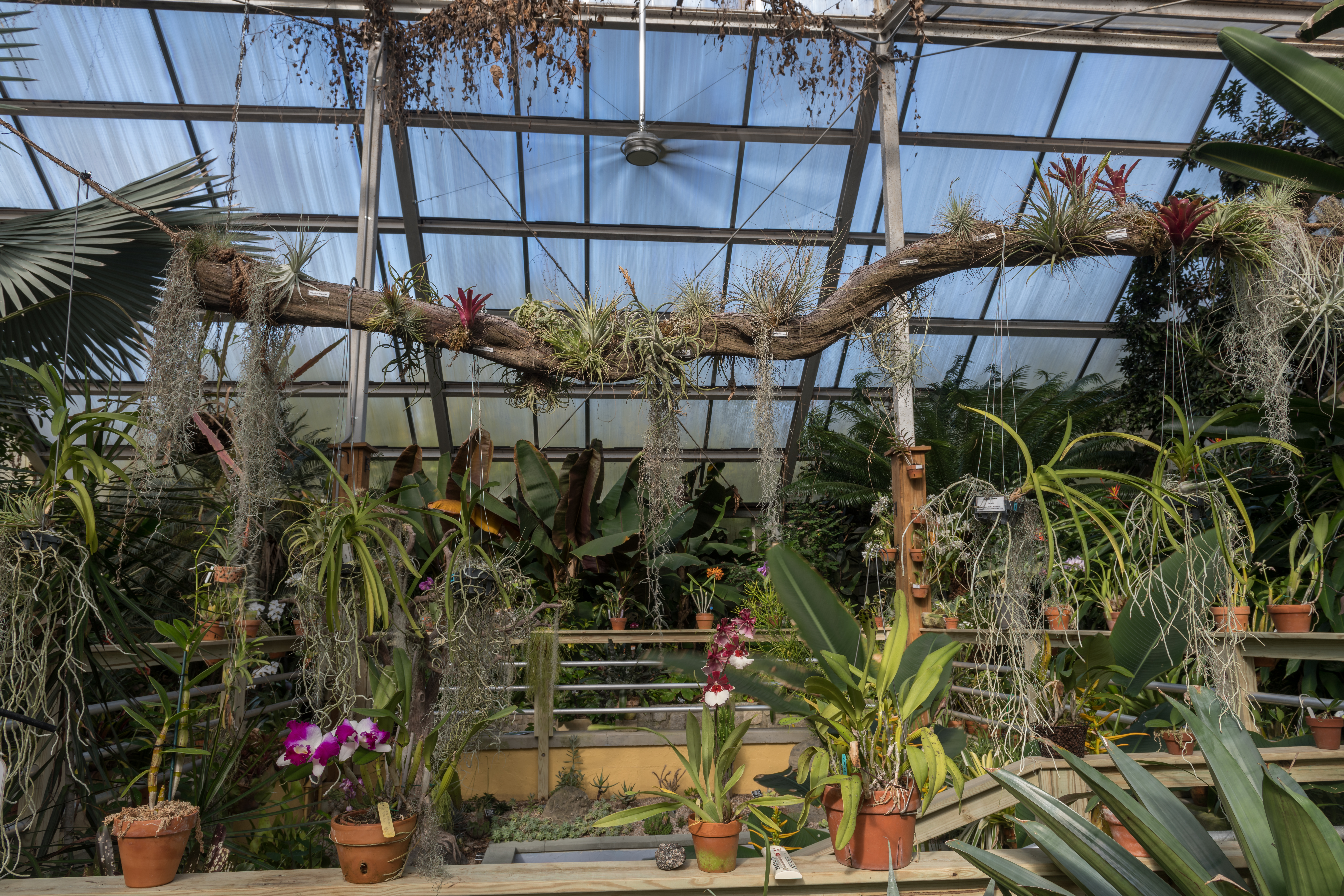
Xerotyfycké rostliny rostoucí na velké kládě v botanickém skleníku.

Xerofyty jsou rostliny přizpůsobené fyziologickými a morfologickými vlastnostmi růstu a rozmnožování pro obývání suchých stanovišť, takže jim nevadí občasný nebo trvalý vodní stres. Přizpůsobení bývá velmi různé, například od snížené listové plochy až po bezlistost, snížená transpirace, výkonný kořenový systém, růstová periodicita unikající obdobím sucha.
Mezi xerofyty patří například kaktusy, sukulenty a další. Jejich přizpůsobení spočívá ve zdužnatělých stoncích a listech obsahujících ohromné zásoby vody. Dalším přizpůsobením je CAM metabolismus.